# Liste des épisodes de Super Baloo

Ce qui suit est la liste des épisodes pour la série de dessins animés Super Baloo.
La série est basée sur le personnage de Baloo et des personnages du livre de la jungle dans une réalité dystopique des années 1940.
La majorité des épisodes et des scénarios sont indépendants et ont peu d'importance dans l'ordre dans lequel ils sont diffusés. Les seuls thèmes récurrents sont la volonté de Baloo d'économiser suffisamment d'argent afin de pouvoir racheter son avion (le Zingalo) et le désir de Rebecca de permettre à sa compagnie d'être rentable. Comme avec beaucoup de séries animées de l'époque, il n'y eut aucune conclusion formelle à la série. Des bandes dessinées liées à l'univers de la série ont été commercialisées pendant une courte période avant d'être a également abandonnée.

La liste ci-dessous respecte l'ordre de diffusion française, qui diffère de la diffusion originale aux États-Unis (Voir aussi "List of TaleSpin episodes" sur Wikipedia Anglais). 

## Liste des épisodes
| Numérotation | Numérotation | Titre                                   | Titre                                    | Date de 1ère diffusion | Date de 1ère diffusion | Résumé |
| France       | États-Unis   | France                                  | États-Unis                               | France                 | États-Unis             | Résumé |
| ------------ | ------------ | --------------------------------------- | ---------------------------------------- | ---------------------- | ---------------------- | --- |
| 1            | 10           | L'Oncle et la Poupée                    | Molly Coddled                            | 6 octobre 1991         | 17 septembre 1990      | Poursuivie d'autres malfrats, Cristobal, un voleur de bijoux notoire, cache un objet de valeur dans le Zingalo. Mais lorsqu'il revient pour fouiller l'avion, celui-ci se rend compte que le Zingalo est un gigantesque bazar, impossible à fouiller rapidement. Et pour ne rien arranger, Kit et Baloo se décide à ranger l'appareil avant une inspection de Rebecca, l'obligeant à s'échapper. Lorsque Cristobal revient, il découvre que Molly a ajouté l'article à sa collection de poupées. |
| 2            | 22           | ABC comme Amédée                        | On a Wing and a Bear                     | 13 octobre 1991        | 3 octobre 1990         | Baloo laisse par inadvertance sa licence de pilote expirer, mais échoue à la renouveler lorsque son examinateur le met en difficulté en l'obligeant à accomplir ses actions dans l'ordre alphabétique. Il apprend ensuite que Don Karnage s’est associé à Shere Khan pour créer une pénurie de pétrole à Crête Suzette. |
| 3            | 18           | Moutarde, Saucisse et Cornichon         | The Golden Sprocket of Friendship        | 20 octobre 1991        | 27 septembre 1990      | Le colonel Phacochère est chargé de présenter la plus importante relique de la Principauté de Pornaco, le pignon d' or, au maire de Crête Suzette. Toutefois, un baron du crime et ses sbires cherchent à s'en emparer. Kit et Baloo doivent l'arrêter et aider le colonel Phacochère. |
| 4            | 36           | Santa Planeta                           | War of the Weirds                        | 27 octobre 1991        | 13 novembre 1990       | Rebecca charge tellement de travail Baloo que ce dernier en est réduit à lui mentir pour obtenir du temps libre. Son mensonge dégénère en une prétendue invasion martienne. Les choses se compliquent rapidement lorsqu'un colonel à la gâchette facile entend la conversation à la radio. |
| 5            | 28           | Tel n'es pas qui croyait être           | A Baloo Switcheroo                       | 10 novembre 1991       | 6 octobre 1990         | Dans une intrigue rappelant celle de Un vendredi dingue, dingue, dingue une idole magique fait intervertir Baloo avec Kit et Rebecca avec Don Karnage. Ils sont ensuite impliqués dans une course contre la montre pour revenir à la normale: s'ils échouent avant le lever du soleil, ils resteront comme cela pour toujours. |
| 6            | 29           | La Légende de Villenbroucle             | Whistlestop Jackson, Legend              | 3 novembre 1991        | 22 octobre 1990        | Le légendaire héros Villenbroucle se rend à Crête Suzette et se porte volontaire pour remplir une mission spéciale pour la compagnie de Rebecca. Cependant, Shere Khan, son rival de longue date, a d'autres projets. |
| 7            | 27           | Les Baloos maudits                      | The Balooest of the Blue Bloods          | 17 novembre 1991       | 15 octobre 1990        | Baloo apprend qu'il est en fait l'héritier d'une longue lignée de barons. Mais lorsqu'il se rend au manoir dont il est supposé avoir hérité, plusieurs tentatives d'assassinat se produisent. |
| 8            | 12           | Le Cours de Zingal-orthographe          | Vowel Play                               | 24 novembre 1991       | 19 septembre 1990      | La mauvaise orthographe de Baloo entrave la tentative de Rebecca de se lancer dans le domaine des messages aériens écrits à l'aide de fumigènes. Néanmoins, un criminel notoire utilise cette activité pour tenter d'envoyer des messages codés à ses hommes de main afin de tenter d'obtenir une rançon de Crête Suzette. |
| 9            | 31           | Looping en jupons                       | Feminine Air                             | 8 décembre 1991        | 30 octobre 1990        | Les affaires de sa compagnie souffrent parce que Rebecca est une femme. Baloo décide de participer à une chasse au trésor dans les airs, mais seul un club d'aviation entièrement féminin parrainera leur compagnie. Il se déguise alors en dame. |
| 10           | 32           | Riz fifi à Crête Suzette                | Last Horizons                            | 1er décembre 1991      | 1er novembre 1990      | Baloo trouve le légendaire "Panda-La" (une référence à Shangri-La), un lieu mystique, où il est chaleureusement accueilli. La réception s'avère toutefois être une ruse, les habitants de Panda-La décidant d'attaquer Crête Suzette. |
| 11           | 1            | Quand les pirates s'en mêlent (en)[1/4] | Plunder and Lightning Part 1             | 15 décembre 1991       | 7 septembre 1990       | Baloo, un pilote de fret aérien, fait la rencontre de Kit, un orphelin de 12 ans, et en fait son navigateur. Il perd par ailleurs le contrôle de sa société qui, du fait de ses dettes, a été revendue par les banques au profit de Rebecca Cunningham, une femme d'affaires dynamique, qui accepte cependant de le garder à son service ainsi que Kit et Turbo, le mécanicien prodige et rêveur attitré du Zingalo. Pendant ce temps, Don Carnage, le chef de la bande des pirates de l'air, utilise un joyau spécial volé de la société de Shere Khan, Khan Industries, pour construire un canon électrique capable de lancer des décharges aussi dévastatrices que foudroyantes et ainsi menacer Crête Suzette. |
| 12           | 2            | Quand les pirates s'en mêlent [2/4]     | Plunder and Lightning Part 2             | 22 décembre 1991       | 7 septembre 1990       | Baloo, un pilote de fret aérien, fait la rencontre de Kit, un orphelin de 12 ans, et en fait son navigateur. Il perd par ailleurs le contrôle de sa société qui, du fait de ses dettes, a été revendue par les banques au profit de Rebecca Cunningham, une femme d'affaires dynamique, qui accepte cependant de le garder à son service ainsi que Kit et Turbo, le mécanicien prodige et rêveur attitré du Zingalo. Pendant ce temps, Don Carnage, le chef de la bande des pirates de l'air, utilise un joyau spécial volé de la société de Shere Khan, Khan Industries, pour construire un canon électrique capable de lancer des décharges aussi dévastatrices que foudroyantes et ainsi menacer Crête Suzette. |
| 13           | 3            | Quand les pirates s'en mêlent [3/4]     | Plunder and Lightning Part 3             | 29 décembre 1991       | 7 septembre 1990       | Baloo, un pilote de fret aérien, fait la rencontre de Kit, un orphelin de 12 ans, et en fait son navigateur. Il perd par ailleurs le contrôle de sa société qui, du fait de ses dettes, a été revendue par les banques au profit de Rebecca Cunningham, une femme d'affaires dynamique, qui accepte cependant de le garder à son service ainsi que Kit et Turbo, le mécanicien prodige et rêveur attitré du Zingalo. Pendant ce temps, Don Carnage, le chef de la bande des pirates de l'air, utilise un joyau spécial volé de la société de Shere Khan, Khan Industries, pour construire un canon électrique capable de lancer des décharges aussi dévastatrices que foudroyantes et ainsi menacer Crête Suzette. |
| 14           | 4            | Quand les pirates s'en mêlent [4/4]     | Plunder and Lightning Part 4             | 5 janvier 1992         | 7 septembre 1990       | Baloo, un pilote de fret aérien, fait la rencontre de Kit, un orphelin de 12 ans, et en fait son navigateur. Il perd par ailleurs le contrôle de sa société qui, du fait de ses dettes, a été revendue par les banques au profit de Rebecca Cunningham, une femme d'affaires dynamique, qui accepte cependant de le garder à son service ainsi que Kit et Turbo, le mécanicien prodige et rêveur attitré du Zingalo. Pendant ce temps, Don Carnage, le chef de la bande des pirates de l'air, utilise un joyau spécial volé de la société de Shere Khan, Khan Industries, pour construire un canon électrique capable de lancer des décharges aussi dévastatrices que foudroyantes et ainsi menacer Crête Suzette. |
| 15           | 30           | Le Tour du monde en 50 $                | Double or Nothing                        | 19 janvier 1992        | 24 octobre 1990        | Quand Baloo apprend que les économies de Kit pourraient financer l'achat de son disque préféré, il propose de doubler l’argent de Kit si Kit lui permet de l’investir. |
| 16           | 42           | Baloo au régime de bananes              | Gruel and unusual Punishment             | 9 février 1992         | 4 décembre 1990        | Afin de perdre du poids en prévision du bal des pilotes où il souhaite accompagner Rebecca, Baloo se décide à suivre la cure de dégraissement à la mode chez les célébrités. Toutefois du fait d'une carte malencontreusement tachetée (par Baloo désireux de manger son dernier sandwich avant de commencer son régime), Turbo identifie à tort ce qu'il croit être l'île hébergeant le centre de remise en forme de mademoiselle Jane Fondra et Baloo y saute en parachute. Persuadé d'arriver dans ce qu’il pense être un programme d'entrainement pour la perte de poids, il est en réalité arrivé sur l'île du Bagne du Diable, territoire hébergeant un camp de haute sécurité de la Principauté de Pornaco dirigé par l'implacable lieutenant Pur Porc. Néanmoins Baloo sympathise avec un autre détenu le Professeur Jean Val Jambon. Ce dernier a toutefois un sinistre projet et compte se servir des talents de pilote de Baloo pour arriver à ses fins. Ayant réussi à leurrer Baloo, il s'évade avec lui à bord d'un aéroplane qu'il a secrètement fabriqué. En parallèle Kit et Turbo, ayant réalisé l'erreur commise, se rendent avec Rebecca sur place et le lieutenant Pur Porc les informe de la dangerosité du compagnon d'évasion de Baloo: le Professeur Jean Val Jambon, qui exècre le gruau depuis toujours, est un terroriste qui a pour projet de détruire toutes les réserves de gruau de la Principauté de Pornaco. Bien qu'alerté le colonel Phacochère échoue à abattre l'avion avec leur canon anti-aérien. Abandonné par le Professeur Jean Val Jambon dans l'avion transformé en bombe volante, Baloo est sauvé à la dernière minute par ses compagnons arrivés à son secours à bord du Zingalo. Malheureusement les réservoirs sont éventrés libérant un raz-de-marée de gruau. Il se sert de la super-glue à bord du Zingalo pour stopper l'inondation de gruau. |
| 17           | 46           | Kit ou double                           | Flight School Confidential               | 16 février 1992        | 10 janvier 1991        | Lorsqu'il apprend que l'âge de vol a été abaissé dans la Principauté de Pornaco, Kit, qui aspire à être pilote même s'il est trop jeune, décide de s'y rendre. Il découvre cependant rapidement que toute cette histoire n'est qu'une ruse et que les enfants ne voleront effectivement pas. |
| 18           | 43           | Le Père Noël est une doublure           | A Jolly Molly Christmas                  | 23 août 1992           | 20 décembre 1990       | Lorsque Baloo apprend que tout ce que Molly souhaite pour Noël, c'est qu'il neige pour sa mère, il emmène Kit et Rebecca en mission afin de réaliser le souhait de Molly. |
| 19           | 34           | La Rançon de la poire                   | Save The Tiger                           | 23 février 1992        | 7 novembre 1990        | Lorsque Baloo sauve la vie de Shere Khan, Khan offre à Baloo tout ce qu'il veut, une décision qu'il regrette rapidement lorsque Baloo en profite. |
| 20           | 60           | Les 24 heures du ciel                   | The Ransom of Red Chimp                  | 19 juillet 1992        | 21 février 1991        | La tante de Louie, tante Louise, lui rend visite et s'avère être plus qu'épuisante, car elle est tout aussi fêtarde que son neveu. Elle s'en prend même à Don Karnage, qui tente de la kidnapper. |
| 21           | 47           | Bouledogue Cassidy et le Kit            | Bringing Down Babyface                   | 8 mars 1992            | 17 janvier 1991        | Un cas d'identité erronée fait que ce qui aurait dû n'être qu'un transport de prisonnier de routine se transforme un terrible problème pour Baloo, désormais poursuivi à la fois par les gangsters et la police. |
| 22           | 52           | L'Anchois des armes                     | Pizza Pie in the Sky                     | 15 mars 1992           | 5 février 1991         | Afin d'assister à un séminaire de formation pour faire de meilleurs affaires, Rebecca laisse Baloo et Kit responsables de sa compagnie. Baloo en profite pour faire équipe avec Louie afin de lancer leur propre entreprise de livraison de pizzas, mais la situation se dégrade rapidement au fur et à mesure que les services de l'hygiène et de la santé retient s'intéressent à leurs affaires. |
| 23           | 9            | Rien que pour ta glace                  | I Only Have Ice For You                  | 6 septembre 1992       | 14 septembre 1990      | Rebecca prend les commandes du Zingalo après que le permis de Baloo ait été temporairement suspendu alors qu'il tentait d'échapper aux pirates aériens. Le changement provoque des ravages alors que la compagnie tente de livrer un bloc de glace à un riche prince du désert. |
| 24           | 20           | Le Miroir aux pirates 1re partie        | A Bad Reflection on You Part 1           | 9 août 1992            | 1er octobre 1990       | Dans cet épisode en deux parties, Baloo obtient une coupe de Shere Khan célébrant son titre de "meilleur pilote du monde". Cependant, le succès lui monte tellement à la tête qu'il accepte d'effectuer une route dangereuse d'où aucun des pilotes de Khan n'est encore revenu. Quand ils survolent la zone, Baloo et Kit découvrent qui est vraiment à l’origine des disparitions, ainsi que la façon dont le tour est joué avec des miroirs. |
| 25           | 21           | Le Miroir aux pirates 2e partie         | A Bad Reflection on You Part 2           | 16 août 1992           | 2 octobre 1990         | Dans cet épisode en deux parties, Baloo obtient une coupe de Shere Khan célébrant son titre de "meilleur pilote du monde". Cependant, le succès lui monte tellement à la tête qu'il accepte d'effectuer une route dangereuse d'où aucun des pilotes de Khan n'est encore revenu. Quand ils survolent la zone, Baloo et Kit découvrent qui est vraiment à l’origine des disparitions, ainsi que la façon dont le tour est joué avec des miroirs. |
| 26           | 24           | Pour une poignée de diamants            | A Touch of Glass                         | 20 septembre 1992      | 5 octobre 1990         | Désireuse de ne s'adresser qu'à la classe supérieure, Rebecca propose le Zingalo comme garantie pour ce qui semble être une précieuse cargaison de bijoux. Cependant, Baloo perd la cargaison - et donc le Zingalo - au profit de ce qui s’avère être deux escrocs se faisant passer pour un couple riche. |
| 27           | 6            | La Pieuvre par neuf                     | It Came from Beneath the Sea Duck        | 27 septembre 1992      | 11 septembre 1990      | Kit se porte volontaire pour garder Molly pendant que Baloo et Rebecca vont faire les magasins. Le baby-sitting est tout sauf une routine puisque Kit et Molly se retrouvent confrontés aux pirates de l'air ainsi qu'à une pieuvre géante. |
| 28           | 14           | Le Cercle des prouesses disparues       | Stormy Weather                           | 4 octobre 1992         | 21 septembre 1990      | Après que Kit se soit disputé avec Baloo, car ce dernier lui reprochait de prendre des risques inutiles, il s’est enfui pour rejoindre un cirque aérien dirigé. Cependant, le directeur du cirque oblige Kit à effectuer des cascades toujours plus dangereuses et plus sauvages, et il appartient à Baloo de sauver son navigateur. |
| 29           | 25           | La Soupe aux truffes                    | The Bigger They are the Louder They Oink | 11 octobre 1992        | 8 octobre 1990         | Baloo est fâchée quand Rebecca acquiert un cochon chassant les truffes au lieu d’un nouveau flotteur pour le Zingalo. Refusant de croire que son idée n’est peut-être pas bonne, Rebecca se fait capturer ainsi que le cochons par des pygmées, et c'est à Kit et Baloo de la sauver. |
| 30           | 19           | Un carburant ça pompe énormément        | For a Fuel Dollars More                  | 18 octobre 1992        | 28 septembre 1990      | Rebecca lance une station service aérienne qui rencontre un vif succès auprès des pilotes et renforce l'activité de sa compagnie. Le problème, c’est que cela affaiblit considérablement les affaires de Louie, qui lance sa propre chaîne concurrente afin de concurrencer Rebecca, tandis que Baloo et Kit sont pris au milieu. |
| 31           | 13           | L'oignon fait la force                  | The Idol Rich                            | 25 octobre 1992        | 20 septembre 1990      | Baloo est en concurrence avec le colonel Phacochère pour acquérir une idole de valeur. Il parvient néanmoins à utiliser son cerveau pour récupérer l’idole après que son concurrent se la soit approprié de force. |
| 32           | 8            | Zimouines                               | Mommy for a Day                          | 1er novembre 1992      | 13 septembre 1990      | Molly devient une mère de substitution pour une créature volante qui devient grosse quand elle devient humide et petite quand elle sèche. Cela devient plus difficile quand elle doit protéger la créature du braconnier sanguinaire MacKnee. |
| 33           | 38           | Le Jour le plus faux                    | The Time Bandit                          | 8 novembre 1992        | 23 novembre 1990       | Grâce à une astuce faisant intervenir une fausse nouvelle par la radio, Baloo parvient à faire croire à Rebecca qu'ils sont en réalité un jour plus tard que prévu afin de pouvoir être payé plus tôt. Ce jour-là, cependant, s'avère être significatif puisque Rebecca affirme ensuite que Baloo a manqué une livraison importante à la Principauté de Pornaco. |
| 34           | 11           | Parole de perroquet                     | Polly Wants a Treasure                   | 15 novembre 1992       | 18 septembre 1990      | Kit se lie d'amitié avec un perroquet, Ignatz, qui prétend connaître un trésor enfoui. Pendant ce temps, Baloo est fâché quand Rebecca le fait payer pour la valeur d’une cargaison de cristal de haute qualité, qui a été brisée par la faute de l'intervention des pirates de l’air. |
| 35           | 5            | Robot boulot dodo                       | From Here to Machinery                   | 22 novembre 1992       | 10 septembre 1990      | Lorsque Baloo perd une course face à un robot pilote, il provoque une révolution industrielle qui voit le remplacement de tous les pilotes de Crête Suzette par des robots. Bien que se retrouvant, ainsi que tous ses homologues pilotes, au chômage, Baloo intervient alors que, Don Karnage tente de tirer profiter de l'incapacité du pilote du robot à s'adapter. Ayant été sauvé par Baloo, Shere Khan ne peut que constater le fiasco du projet et retirer du marché les robots pilotes. |
| 36           | 26           | Rebond 007                              | A Spy in the Ointment                    | 1er septembre 1991     | 9 octobre 1990         | À la suite d'un aléas de Baloo avec sa voiture, Rebecca lui reproche de faire confiance à n'importe qui. Apparaît alors un lapin dénommé Rebond 007 se prétendant agent secret, à qui Rebecca accorde aussitôt sa confiance, d’autant plus que celui fait appel au service de sa compagnie. Cependant sa destination se révèle être la Principauté de Pornaco, dont l'espace aérien est strictement restreint. Alors que le Zingalo est pris en chasse par l'aviation de la principauté, Rebond saute en parachute avec son mystérieux colis abandonnant Baloo et Rebecca à leur sort. Ceux-ci appréhendés sont conduits devant le colonel Phacochère qui commencent à les interroger. Ce dernier, après les dénégations de Rebecca, en arrive à la conclusion que le colis de Rebond contient une bombe pour perturber la grande festivité de la Principauté. Des mesures drastiques sont aussitôt mises en place d'autant que le Grand général a prévenu le colonel Phacochère qu'il serait fusillé si jamais un incident venait perturber la grande parade. Pendant ce temps, Baloo et Rebecca parviennent à s'évader de leur cellule avant de retrouver Rebond. Ceux-ci obtient d'eux qu'il l'aide à remettre son colis au Grand général. Cependant à la suite d'une méprise, le mauvais colis est livré et Rebond est obligé d'admettre qu'il est réalité facteur chargé de livrer les asticots pour la pêche du Grand général. Cependant du fait de la sécurité maximale, Baloo et Rebecca profitent de la parade pour se glisser avec leur avion déguisé. Une maladresse de Rebecca les obligent à s'échapper au milieu du défilé. Rebond ayant sauté de l'avion pour remettre son paquet, Rebecca en profite pour faire diversion en prévenant que celui-ci est un espion. Tandis que les soldats appréhendent Rebond, le Zingalo échappe aux chars qui pulvérisent toutefois une statue de glace géante, provoquant une tombé de neige qui émerveille la population, permettant au colonel Phacochère d'échapper à la colère du Grand général lorsque celui-ci mis à son crédit cette "touche d'originalité". |
| 37           | 17           | Bas de laine contre une baleine         | All's Whale that Ends Whale              | 8 septembre 1991       | 26 septembre 1990      | Dans une aventure semblable à celle de Sauvez Willy (bien que le film soit sorti en 1993), Baloo et Kit sauvent une baleine maltraitée d’un cirque et lui rendent sa liberté. Baloo montre à Kit l'argent qu'il a réussi à économiser jusqu'à présent en lui indiquant que dans dix semaines il aurait suffisamment d'argent pour racheter le Zingalo. Alors qu'ils s'adonnent à la pêche dans une crique tranquille, ils font la découverte d'une baleine particulièrement sympathique et sociable, Moby, qu'ils ont attiré accidentellement. Une fois de retour à Crête Suzette, ils découvrent qu'un foule de clients attend le Zingalo. Rebecca les informe que ceux-ci ont tous loués chacun à leur tour le Zingalo pour cinq minutes de vol afin de retrouver une baleine échappée de l'aquarium Zigomar Sala. Malheureusement son ancien propriétaire n'a pas que des intentions bienveillantes pour Moby. Bien qu'ayant accordé à Baloo et Kit la récompense évoquée pour l'avoir retrouvé, ceux-ci découvrent que la baleine travaille dans des conditions extrêmes. Révolté par Kit n'entend cependant pas en rester là. Avec Baloo, ils obtiennent que le parc de Zigomar soit inspecté par Hercule Phoque, de l'Agence Transatlantique de Secours aux Otaries Orphelines de l'Océan. Néanmoins Zigomar a développé des stratagèmes suffisamment efficaces pour leurrer l'inspecteur. Une fois celui-ci parti, Zingomar arrive même à faire tomber Baloo et Kit dans le bassin des requins mais ils sont sauvés par Moby. Profondément reconnaissant, Baloo dépense toutes ses économies pour doter le Zingalo d'un dispositif capable de transporter des charges aussi lourdes qu'une baleine. Ayant réussi à récupérer Moby, Baloo et Kit sont pourchassés par Zigomar. Ayant été aperçu par l'inspecteur Phoque, celui-ci constate que Zigomar les poursuit avec une arme illégale. Finalement, Zigomar est arrêté pour possession illégale d'arme de guerre tandis que Moby retrouve la liberté. |
| 38           | 15           | Le Zbeugz a encore frappé               | Bearly Alive                             | 15 septembre 1991      | 24 septembre 1990      | Rebecca, inquiète de l'état de santé de Baloo, contraint ce dernier a se soumettre à une visite médicale. Pendant ce temps Kit, ayant endommagé accidentellement le nouveau gyro-compa du Zingalo, est allé voir le docteur Aumieuqueça afin de tenter de réparer le problème. Baloo de retour de la visite annonce à Rebecca avoir été certifié en grande forme par le médecin. Néanmoins Rebecca reçoit aussitôt après un appel téléphonique du docteur Aumieuqueça qui lui indique que "son patient" est rongé par "un horrible Zbeugz" et que c'est sans espoir. Croyant qu'il parlait de Baloo, Rebecca annonce alors à Baloo qu'il est condamné. Pensant n'avoir plus rien à perdre, Baloo demande une ultime faveur à Rebecca, celle-ci lui ayant indiqué qu'elle lui accorderait tout ce qu'il lui demanderait: il veut faire traverser le Zingalo au triangle des Bermudes. Toutefois Kit en discutant avec Rebecca s'est rendu compte de la méprise et ils tentent de prévenir Baloo avant qu'il ne soit trop tard. Ayant échoué à prévenir Baloo, Kit, Rebecca et Turbo se sont lancés à son secours à bord d'un autre avion. Néanmoins Baloo a été capturé par Sarmel Zaloo, un créateur de lignes aériennes, qui, à défaut de récupérer son Zbeugz va utiliser le Zingalo comme canot de sauvetage de son Meffrersmit Baloo retrouve les pilotes disparus dans la zone du triangle des Bermudes: Amélie de l'air, les frères Kérozène, Chalie Willsprout et Oscar Mégratompeur. De leur côté, Kit, Rebecca et Turbo débarque sur l'île où ils retrouvent très vite Sarmel Zaloo mais sont vite capturés à leur tour par ses deux sbires. Ayant été réunis avec Baloo, Kit trouve un moyen de s'échapper de la carcasse d'avion dans laquelle ils sont tous enfermés. Libérés, ils parviennent à faire diversion et à rejoindre le Meffrersmit et à le faire décoller. Malheureusement Sarmel Zaloo essaie de les retenir avec son hyppo-aimant. Ils parviennent à s'échapper en transformant l'avion en un gigantesque électro-aimant. L'avion étant en déperdition, Baloo parvient à le redresser et à le faire atterrir. Une fois de retour à Loupilote, tout est bien qui finit même si Baloo réalise que Rebecca avait tenter de le faire remplacer... |
| 39           | 23           | Starlywood                              | A Star Is Torn                           | 22 septembre 1991      | 4 octobre 1990         | Baloo est sous le charme quand il rencontre la star d'un film en cours de tournage et s’engage immédiatement en tant que pilote cascadeur. Inquiète pour Baloo en tant qu'ami, Rebecca apprend que les "accidents" sur le plateau de Kitten n'en sont pas réellement. |
| 40           | 16           | Le Fantôme de Rebecca                   | Her Chance To Dream                      | 29 septembre 1991      | 25 septembre 1990      | Quand un capitaine de navire fantôme fait s'envoler Rebecca dans les cieux, elle profite de ce qu'elle pense être un rêve. Lorsque Baloo et Louie décident d’exorciser le fantôme, Rebecca est obligée de choisir entre son rêve et sa fille. |
| 41           | 41           | Citizen Khan                            | Citizen Khan                             | 12 janvier 1992        | 3 décembre 1990        | Baloo, Kit et Turbo visitent l'une des compagnies minières de Shere Khan, supervisée par un shérif qui maltraite les travailleurs. Lorsque ces derniers confondent Turbo avec Shere Khan, ils le kidnappent. Toutefois, lorsqu'il apprend la nouvelle de "son" enlèvement, Shere Khan se décide à aller mener son enquête. |
| 42           | 33           | Vacances de neige à Pornaco             | Flight of the Snow Duck                  | 26 janvier 1992        | 24 octobre 1990        | Alors que Turbo surveille Molly, celle-ci le convainc de l'emmener à Pornaco pour voir la neige. Une fois sur place, cependant, ils s'amusent, ce qui les fait emprisonner parce que s'amuser est illégal dans la Principauté de Pornaco. |
| 43           | 44           | Baloo au bal                            | My Fair Baloo                            | 2 février 1992         | 7 janvier 1991         | Rebecca décide de rejoindre la classe supérieure en réservant une place à bord d'un avion prestigieux. Toutefois les manières rustres et non raffinées de Baloo posent problème. Toutefois celui-ci va chercher à sauver la situation lorsque l'avion de croisière est détourné avant de s'écraser. |
| 44           | 35           | L'Ange gardien                          | The Old Man and the Sea Duck             | 1er mars 1992          | 8 novembre 1990        | Baloo souffre d'amnésie après s'être frappé la tête alors qu'il prenait un raccourci lors d'une livraison aérienne. Il atterrit ensuite sur une terrain d'aviation presque à l'abandon où un ancien pilote, Joe McGee, l’aide à se rappeler comment voler. |
| 45           | 50           | Dernier Domicile coconut                | Louie's Last Stand                       | 22 mars 1992           | 31 janvier 1991        | Un des employés trop zélés de Shere Khan, falsifie la signature de son patron afin de mobiliser les forces de ce dernier en vue de s'emparer par la force de l'île de Louie. |
| 46           | 37           | Le Bon, la Brute et le Nazo             | Captains Outrageous                      | 29 mars 1992           | 15 novembre 1990       | Kit présente son ami, Oscar Vandersnoot, sujet aux accidents, dans son club, les As de la Jungle, mais Oscar a besoin d'une aventure pour se joindre à eux. Kit décide de donner à Oscar son aventure. Il en a cependant plus que ce qu'il avait prévu lorsque Don Karnage kidnappe Oscar pour obtenir une rançon. |
| 47           | 39           | Pour qui sonne le glas : 1re partie     | For Whom the Bell Klangs Part 1          | 5 avril 1992           | 27 novembre 1990       | Dans cet épisode en deux parties, Baloo et Louie rencontrent durant leurs vacances l'archéologue Katie Dodd, qui est à la recherche de la ville perdue de Tinabula. Thadeos E. Klang, un méchant mystérieux, recherche également la ville, mais a ses propres projets. |
| 48           | 40           | Pour qui sonne le glas : 2e partie      | For Whom the Bell Klangs Part 2          | 12 avril 1992          | 28 novembre 1990       | Dans cet épisode en deux parties, Baloo et Louie rencontrent durant leurs vacances l'archéologue Katie Dodd, qui est à la recherche de la ville perdue de Tinabula. Thadeos E. Klang, un méchant mystérieux, recherche également la ville, mais a ses propres projets. |
| 49           | 48           | Trois hommes et un grappin              | Jumping the Guns                         | 19 avril 1992          | 21 janvier 1991        | lorsqu'à l'issue d'une mésaventure pendant une livraison l'ensemble des soldats contrôlant les canons de Crête Suzette se retrouvent neutralisés, Baloo et un vieux cannonier nommé Barney O'Turret, qui n'a plus tiré depuis des années, sont obligés de les utiliser pour arrêter Don Karnage et ses amis. gang d'attaquer. |
| 50           | 51           | Baloo la classe                         | Sheepskin Deep                           | 26 avril 1992          | 4 février 1991         | Désespéré à l'idée de ne pouvoir à une réunion des anciens de son école primaire (d'où il n'a jamais obtenu son diplôme), Baloo retourne à l'école pour obtenir son diplôme à temps pour la réunion. |
| 51           | 49           | Va voir momie, papa travaille           | In Search of Ancient Blunders            | 3 mai 1992             | 30 janvier 1991        | Baloo et Turbo livrent une tablette égyptienne à une archéologue qui envisage d'ouvrir son propre musée d'histoire ancienne. Cependant la livraison devient tout sauf de la routine alors qu'ils se retrouvent à chercher un trésor perdu et tentent d'échapper aux pirates de l'aire, aux pièges et à un gardien du trésor antique. |
| 52           | 45           | Les Oies mousquetaires                  | Waiders of the Wost Tweasure             | 10 mai 1992            | 9 janvier 1991         | Lorsque Baloo livre un colis à Walla Walla Bing Bang, il se heurte à une ancienne rivale, Airplane Jane, et tous les deux se retrouvent mêler à une bataille pour le trône de Walla Walla Bing Bang entre la princesse Grace et son cousin, le prince Rudolf, disparu depuis longtemps. |
| 53           | 53           | Un savant fou, fou, fou                 | Baloo Thunder                            | 17 mai 1992            | 6 février 1991         | Lorsque le professeur Buzz, qui travaille dans la section recherche et développement de Shere Khan, est accusé d'avoir volé un prototype de recherche top secret, Baloo et Kit s'efforcent d'innocenter leur ami et de trouver le véritable coupable. |
| 54           | 65           | Gastine et Reinette s'en vont en guerre | Flying Dupes                             | 28 juin 1992           | 25 février 1991        | On demande à Baloo de livrer un colis, qui est en fait une bombe, au Grand général de la Principauté de Pornaco. Pendant ce temps, le colonel Phacochère a reçu l’instruction de piloter lui-même un avion comme tout membre des forces aériennes de la Principauté mais ne sait absolument pas comment faire. Baloo lui propose alors de lui apprendre afin d'obtenir les laisser-passer nécessaires afin de s'acquitter de sa tâche. |
| 55           | 59           | Mon beau lapin                          | The Road to Macadamia                    | 24 mai 1992            | 20 février 1991        | Lorsque Baloo et Louie livrent une cargaison au royaume de Macadamia, ils ont plus à faire que ce qu'ils avaient prévu avec le fourbe vizir du royaume. En attendant, ils tombent également sous le charme de la fille séduisante du roi. |
| 56           | 58           | Elle court, elle court la fourrure      | The Sound and the Furry                  | 31 mai 1992            | 13 février 1991        | L'amour de Turbo pour les animaux se démontre une nouvelle fois lorsqu'il sympathise avec plusieurs petites créatures. Celles-ci, cependant, portent un collier de contrôle qui, une fois activé, les obligent à causer de terribles dégâts mécaniques... en particulier sur les avions. |
| 57           | 55           | Un ourson nommé Lama                    | Destiny Rides Again                      | 7 juin 1992            | 8 février 1991         | Baloo et Kit se retrouvent à affronter leur destin lorsqu'ils découvrent une idole portant le malheur et un méchant qui souhaitant l'idole pour lui-même. |
| 58           | 63           | Becky, j'ai rétréci la gosse            | The Incredible Shrinking Molly           | 14 juin 1992           | 8 avril 1991           | Molly se retrouve accidentellement enfermée dans le laboratoire d'un scientifique fou et se fait rétrécir par inadvertance. Il appartient à Baloo, Rebecca et Kit d'aller au laboratoire du scientifique et de trouver un moyen de débarrasser Molly de la condition réduite. |
| 59           | 62           | Baloo des sources                       | Paradise Lost                            | 21 juin 1992           | 25 février 1991        | Baloo et WTurbo acceptent de conduire un explorateur sur une zone désertique. Mais celui-ci qui restaure la vie préhistorique en faisant apparaître une source magique le traversant. |
| 60           | 57           | La colle est finie                      | Stuck On You                             | 5 juillet 1992         | 8 août 1991            | Baloo se retrouve littéralement collé à Don Karnage après un accident avec un fût de colle. Ils doivent aller mener une course contre la montre afin de rejoindre la fabrique de colle dans les temps pour réussir à se séparer. Mais ils devront esquiver Rebecca et les autres pirates de l'air tout au long du chemin. |
| 61           | 64           | La guerre du froid n'aura pas lieu      | Bygones                                  | 12 juillet 1992        | 3 mai 1991             | Lorsque Baloo rencontre un pilote qui prétend être Rick Sky, qui a disparu il y a une vingtaine d'années, celui-ci s'empare du Zingalo afin de finir une mission qu'il n'avait pas terminé. Baloo doit échapper aux pirates aériens, récupérer le Zingalo et découvrir qui est ce mystérieux pilote. |
| 62           | 54           | Qui a peur du grand méchant fou         | Bullethead Baloo                         | 26 juillet 1992        | 7 février 1991         | Quand Baloo apprend qu'il n'est plus le héros des enfants, puisque supplanter par un personnage en armure de fer, il tente Baloo tente de reconquérir l'estime des enfants en se faisant passer pour ledit super-héro. Pendant ce temps, Shere Khan se retrouve confronter à un scientifique fou et son robot. |
| 63           | 56           | La Grande Course autour du son          | Mach One for the Gipper                  | 2 août 1992            | 11 février 1991        | Après que Baloo ait récupéré par inadvertance un colis acheminé par un autre pilote, Ace London, ce dernier, pour sauver sa réputation auprès des autorités, fait porter tout le blâme à Baloo pour cette confusion. Baloo doit alors prouver son innocence tout en esquivant les pirates aériens. |
| 64           | 61           | Le facteur grogne toujours deux fois    | Your Baloo's In The Mail                 | 30 août 1992           | 22 février 1991        | Lorsque Rebecca remporte un concours, elle demande à Baloo d’envoyer par courrier postal le ticket gagnant. Malheureusement, Baloo consacre la majeure partie de son argent à la nourriture plutôt qu’à s'occuper de sa mission première, et il doit maintenant acheminer lui-même le courrier afin qu’il puisse être livré à temps. |
| 65           | 7            | Vol au-dessus d'un nid de couronnes     | Time Waits For No Bear                   | 13 septembre 1992      | 12 septembre 1990      | Quand Baloo est en retard une fois de trop avec ses livraisons, Rebecca l'assignent à un parcours de vol guidés précis, passant par certains points de contrôle à des heures précises. Cependant, lorsque Baloo entend parler d’une couronne volée, il concocte un plan afin de la récupérer pendant que Wildcat effectue la tournée à sa place. |